# 苏州地铁8号线
苏州地铁8号线是中国江苏省苏州市的一条地铁线路。线路为西南-东北-东南走向，自苏州高新区西津桥站起，终到工业园区新平街站，并与3号线形成组合环线。

## 线路
8号线线路全长36.84公里，设站29座。线路起自高新区西津桥站，向东北进入相城区后，由西向东跨越相城区，再转向东南方由北往南跨越工业园区，终到工业园区斜塘街道。

## 车站

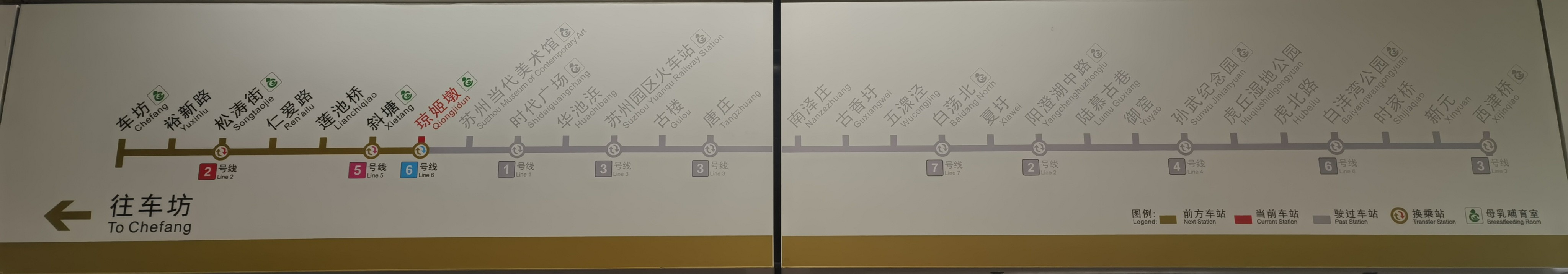
苏州地铁8号线站名表，摄于琼姬墩站

### 换乘站
- 38西津橋 — 换乘3号线
- 68白洋灣公園 — 换乘6号线
- 48孫武紀念園 — 换乘4号線
- 28陽澄湖中路 — 换乘2号线
- 78白蕩北 — 换乘7号线
- 38唐莊 — 换乘3号线
- 38蘇州園區火車站 — 换乘3号线
- 18時代廣場 — 换乘1号线
- 68瓊姬墩 — 换乘6号线
- 58斜塘 — 换乘5号线
- 28松濤街 — 换乘2号线

### 车站列表
| 苏州地铁8号线车站列表 | 苏州地铁8号线车站列表             | 苏州地铁8号线车站列表    | 苏州地铁8号线车站列表 | 苏州地铁8号线车站列表 | 苏州地铁8号线车站列表 |
| 中文站名              | 英文站名                          | 换乘线路                 | 所在地                | 站台形式              | 啟用日期              |
| --------------------- | --------------------------------- | ------------------------ | --------------------- | --------------------- | --------------------- |
| 西津橋                | Xijinqiao                         | █ 3号线 █ 9号线（规划）  | 虎丘区                | 地下雙島式月台        | 2024年9月10日         |
| 新元                  | Xinyuan                           | —                        | 虎丘区                | 地下島式月台          | 2024年9月10日         |
| 時家橋                | Shijiaqiao                        | —                        | 姑苏区                | 地下島式月台          | 2024年9月10日         |
| 白洋灣公園            | Baiyangwangongyuan                | █ 6号线                  | 姑苏区                | 地下島式月台          | 2024年9月10日         |
| 虎北路                | Hubeilu                           | —                        | 姑苏区                | 地下島式月台          | 2024年9月10日         |
| 虎丘濕地公園          | Huqiushidigongyuan                | —                        | 相城区                | 地下島式月台          | 2024年9月10日         |
| 孫武紀念園            | Sunwu Jinianyuan                  | █ 4号线                  | 相城区                | 地下島式月台          | 2024年9月10日         |
| 御窯                  | Yuyao                             | —                        | 相城区                | 地下島式月台          | 2024年9月10日         |
| 陸慕古巷              | Lumu Guxiang                      | —                        | 相城区                | 地下島式月台          | 2024年9月10日         |
| 陽澄湖中路            | Yangchenghuzhonglu                | █ 2号线                  | 相城区                | 地下島式月台          | 2024年9月10日         |
| 夏圩                  | Xiawei                            | █ 10号线（规划）         | 相城区                | 地下島式月台          | 2024年9月10日         |
| 白蕩北                | Baidang North                     | █ 7号线                  | 相城区                | 地下島式月台          | 2024年9月10日         |
| 五潨涇                | Wucongjing                        | —                        | 相城区                | 地下島式月台          | 2024年9月10日         |
| 古香圩                | Guxiangwei                        | —                        | 相城区                | 地下島式月台          | 2024年9月10日         |
| 南澤莊                | Nanzezhuang                       | —                        | 苏州工业园区          | 地下島式月台          | 2024年9月10日         |
| 唐莊                  | Tangzhuang                        | █ 3号线                  | 苏州工业园区          | 地下島式疊式月台      | 2024年9月10日         |
| 古樓                  | Gulou                             | —                        | 苏州工业园区          | 地下島式月台          | 2024年9月10日         |
| 蘇州園區火車站        | Suzhou Yuanqu Railway Station     | █ 3号线 █ 14号线（规划） | 苏州工业园区          | 地下側式月台          | 2024年9月10日         |
| 華池浜                | Huachibang                        | —                        | 苏州工业园区          | 地下島式月台          | 2024年9月10日         |
| 時代廣場              | Shidaiguangchang                  | █ 1号线                  | 苏州工业园区          | 地下島式月台          | 2024年9月10日         |
| 蘇州當代美術館        | Suzhou Museum of Contemporary Art | █ 9号线（规划）          | 苏州工业园区          | 地下島式月台          | 2024年9月10日         |
| 瓊姬墩                | Qiongjidun                        | █ 6号线 █ 14号线（规划） | 苏州工业园区          | 地下島式月台          | 2024年9月10日         |
| 斜塘                  | Xietang                           | █ 5号线                  | 苏州工业园区          | 地下島式月台          | 2024年9月10日         |
| 蓮池橋                | Lianchiqiao                       | —                        | 苏州工业园区          | 地下島式月台          | 2024年9月10日         |
| 仁愛路                | Ren'ailu                          | —                        | 苏州工业园区          | 地下島式月台          | 2024年9月10日         |
| 松濤街                | Songtaojie                        | █ 2号线                  | 苏州工业园区          | 地下島式月台          | 2024年9月10日         |
| 裕新路                | Yuxinlu                           | —                        | 苏州工业园区          | 地下島式月台          | 2024年9月10日         |
| 車坊                  | Chefang                           | —                        | 苏州工业园区          | 地下島式月台          | 2024年9月10日         |
| 新平街                | Xinpingjie                        | —                        | 苏州工业园区          | 地下島式月台          | 擬建                  |

## 车辆
8号线采用6节编组B型车，初期配属车辆41列，最高运行速度80km/h，支持最高运行等级GoA4。

### 一期列车
- 厂商型号：PM211
- 制造厂商： 中国 中车南京浦镇车辆有限公司
- 制造年份：2023 ~ 2024
- 外观特征：列车采用鼓形车体设计，以橄榄绿、黑、白三色为主色调，两边各有一条橄榄绿色的饰带，窗框周围则为黑色；车头设红色LED方向幕显示终点站。
- 车体材质：铝合金车体
- 车辆编成：6节编组（=Tc-Mp-M+M-Mp-Tc=）
- 车体尺寸：头车长 20.90 m，中间车长 19.52 m，宽 2.88 m，高 3.765 m
- 车门宽度：1.3 m
- 相同车厢车门中心距：4.88 m
- 相邻车厢车门中心距：4.88 m
- 供电制式：高架接触网供电，DC 1500 V
- 设计时速：80 km/h
- 额定载客量：1436人
- 极限载客量：2034人
- 电气牵引系统：
  - 江苏经纬轨道交通设备有限公司生产 WIND-TMM-1Y460-570SNJ13 型鼠笼式三相异步交流牵引电动机（额定功率：190 kW，4×4台）
  - 江苏经纬轨道交通设备有限公司生产 WIND-TCM-1B0800FU14 型 IGBT-VVVF（1C4M1群方式控制，4组）
- 转向架：中车南京浦镇车辆制 PW80E-Ⅱ 型无摇枕式空气弹簧转向架（6×2台）
- 转向架轴重：14 t
- 转向架轴距：2.3 m
- 车辆总数：PM211型共41列（0801 ~ 0841）（0833 ~ 0841 未投入生产）
- 此列车设有LCD电子动态线路图，车厢连接处采用LCD显示屏
- 设施特征：车头使用LED灯照明；司机室采用全开放式设计，设置有全高式软隔断；车厢内座椅中部设置USB充电接口，车头展望区设有无线充电装置。

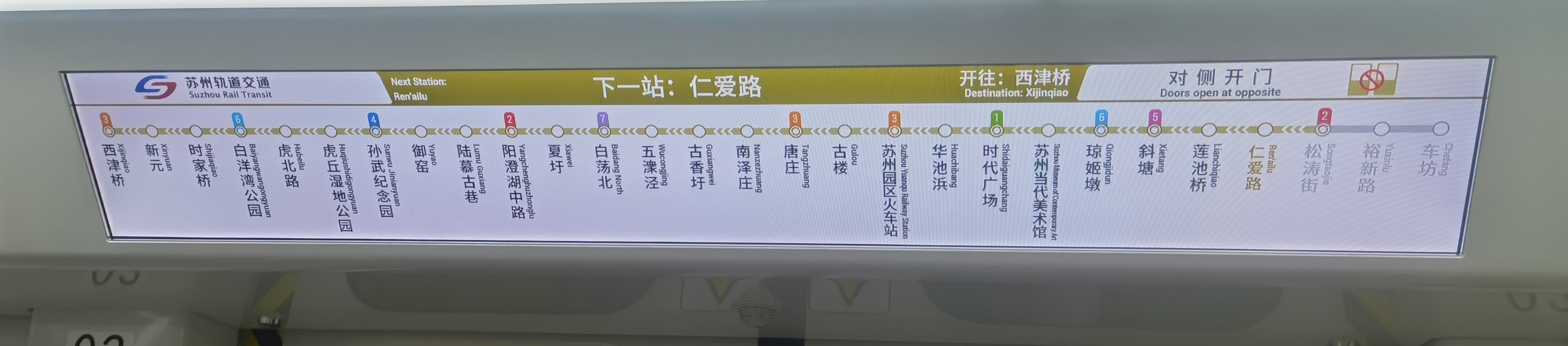
列车上方的LCD动态线路图
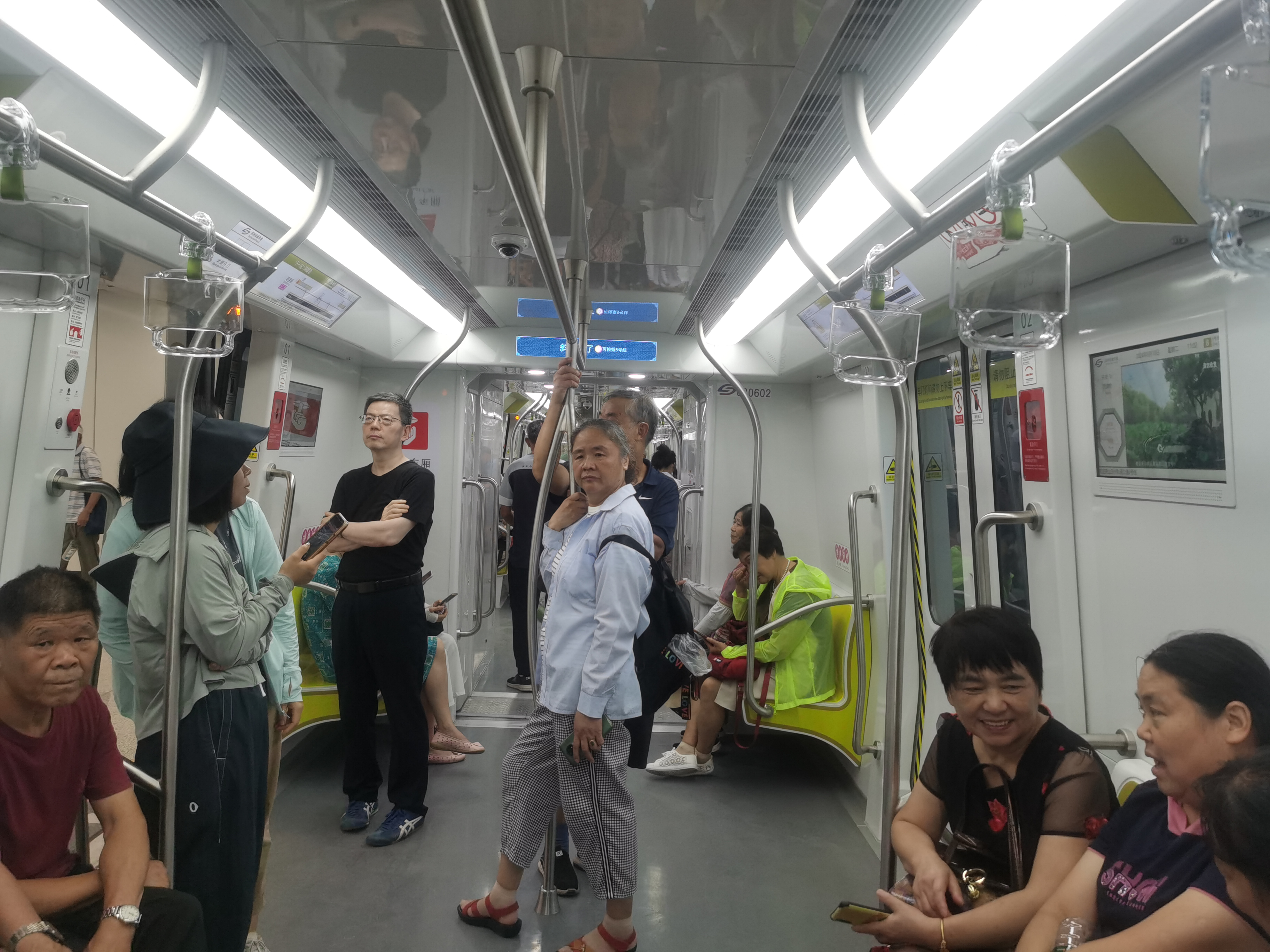
列车内部
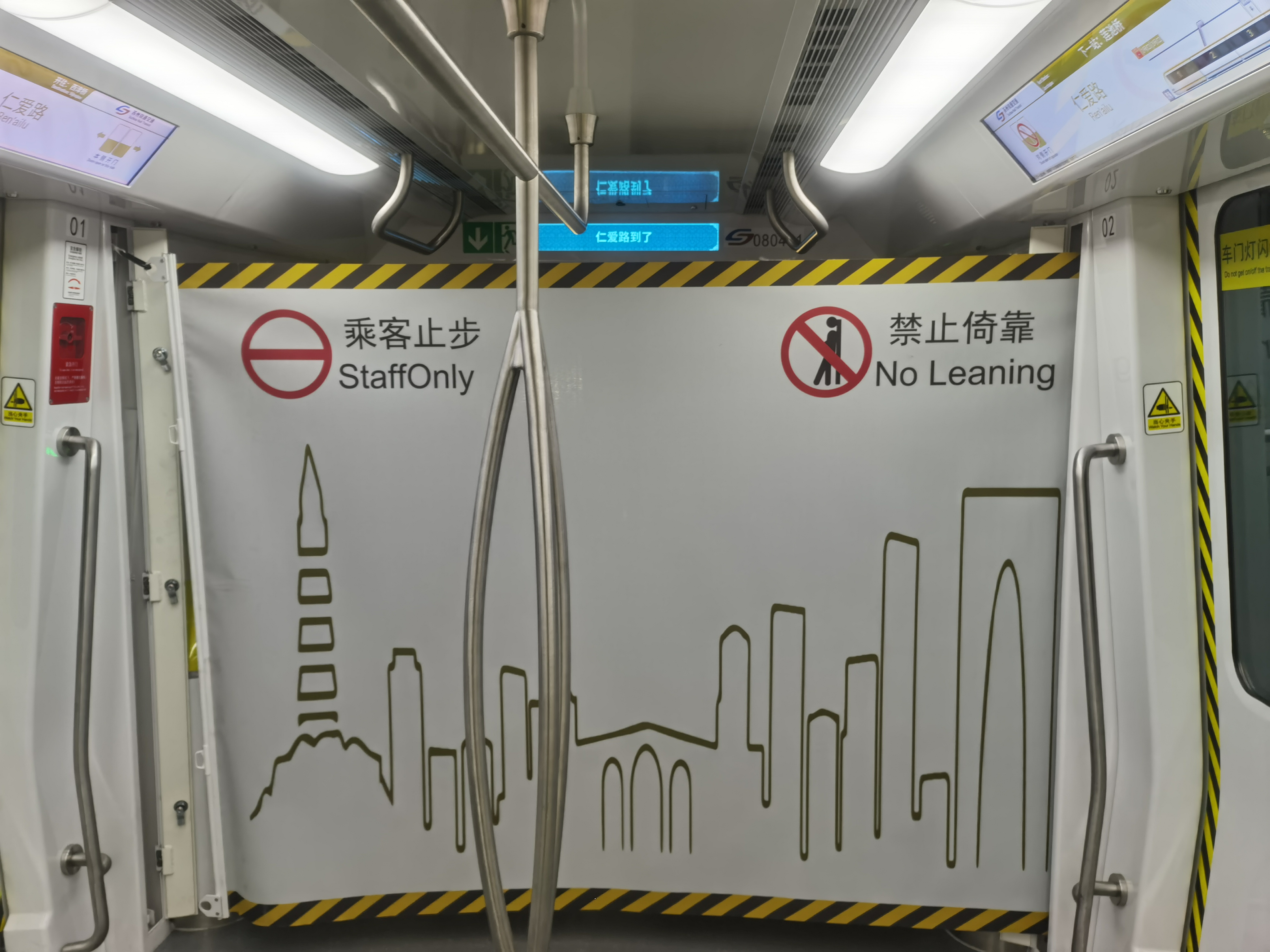
列车需要隔离驾驶室和乘车区域时使用的软隔断

## 大事记
- 2018年8月14日，国家发改委批复《苏州市城市轨道交通第三期建设规划（2018～2023年）》，同意建设8号线。[2]
- 2019年9月30日，8号线开工，预计2024年9月完工。[1]
- 2022年11月21日，8号线南延段公开环境影响报告书。[3]
- 2023年12月13日，8号线全线洞通。[4]
- 2024年1月24日，8号线车站站名确定。[5]
- 2024年8月24日，8号线工程顺利通过竣工验收。[6]
- 2024年9月8日，经市委市政府批准，8号线将于9月10日开通运营。[7]
- 2024年9月10日上午10点，8号线正式开通运营。